# Національна гвардія (Франція)

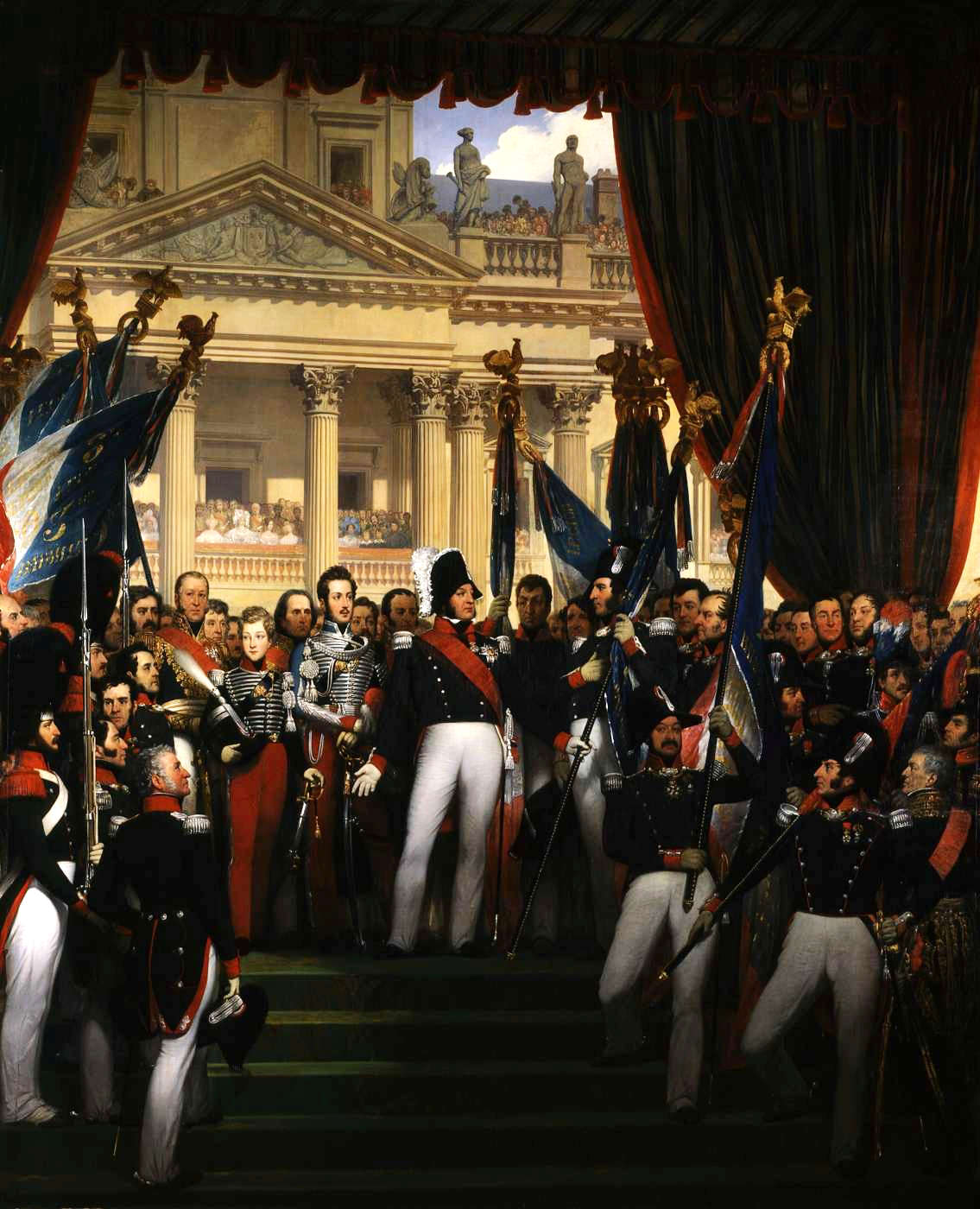
Національна гвардія; Париж, 1830. (картина 1834 року)

Націона́льна гва́рдія (фр. la Garde Nationale) — Оперативний резерв збройних сил, поліції та жандармерії Франції. Була створена Національними зборами Франції у Парижі під час Французької революції для наведення порядку на вулицях міста; пізніше нац. гвардія з'явилась у всіх комунах. Першим командиром національних гвардійців став ветеран американської революції, маркіз Лафаєт. Скасована у 1871 році; в 2016, після ряду ісламських терористичних атак була відновлена.